# Nezih Devres
Nezih Devres († 13. September 1985 in Brüssel) war ein türkischer Bauingenieur und parteiloser Politiker, der unter anderem zwischen 1971 und 1972 Minister für Energie und natürliche Ressourcen war.

## Leben
Nezih Devres war nach einem Studium der Fachrichtung Bauingenieurwesen als Ingenieur tätig und arbeitete später im Ministerium für öffentliche Arbeiten, wo er zum Unterstaatssekretär aufstieg. 
Als Nachfolger von Atilla Sav übernahm er am 10. November 1971 im Kabinett Erim I, der 33. Regierung der Türkei, das Amt als Minister für Energie und natürliche Ressourcen (Enerji ve Tabii Kaynaklar Bakanlar) und bekleidete dieses Ministeramt vom 11. Dezember 1971 bis zum 22. Mai 1972 auch im Kabinett Erim II, der 34. Regierung.